# Салями
Саля́ми (итал. salame — колбаса) — сорт твёрдой вяленой колбасы из ферментированного и высушенного на воздухе мяса, взятого от одного или разных видов животных. Исторически салями была популярна среди южноевропейских крестьян, так как после разрезания могла храниться при комнатной температуре до 30-40 дней, дополняя, возможно, скудные или нерегулярные запасы свежего мяса. Разновидности салями традиционно изготавливаются по всей Европе.

## Этимология
Слово salami является формой множественного числа итальянского слова «salame». В английском языке оно используется в качестве формы как единственного, так и множественного числа для обозначения твёрдого мяса в европейском, в том числе итальянском стиле. В румынском, болгарском и турецком языках аналог этого слова — «salam» (салам), а в венгерском — «szalámi».
Само слово происходит от «sale» (соль) с добавлением окончания «ame», используемого в итальянском языке для обозначения собирательных существительных; первоначально оно обозначало «все виды солёного (мяса)». В итальянской традиции было несколько видов твёрдого мяса и вскоре слово «salame» стало указывать только на наиболее популярную разновидность из засоленного с пряностями мяса, перемолотого и экструдированного непосредственно в длинную и тонкую оболочку (обычно вычищенную кишку животного), а затем оставленного для прохождения процесса ферментации в течение нескольких дней, месяцев или даже лет.

## Ингредиенты салями

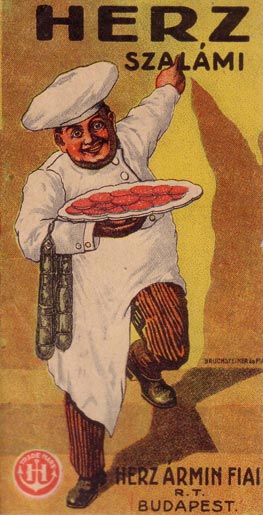
Венгерский плакат с зимней салями в качестве рекламы. Будапешт, 1900 год

Традиционно салями имеет типичный мраморный вид и изготовлено из одного или более следующих мясных продуктов:
- свинина или же, особенно в кашруте и халяле, говядина (частично телятина)[3],
- оленина[4],
- мясо птицы (преимущественно индюшатина[5] из-за пищевых ограничений, а также потому, что салями из гусятины традиционно делается в некоторых областях северной Италии),
- ослятина[6],
- конина[7].

Салями может включать в себя дополнительные ингредиенты:
- чеснок
- рубленый жир
- соль
- специи, обычно чёрный перец
- различную зелень
- уксус
- вино

Смеси сырого мяса, как правило, оставляют на день для ферментации, затем смесь набивают либо в натуральную, либо в несъедобную целлюлозную оболочку и развешивают для высушивания. Термообработка примерно при 40 °C может ускорить дальнейшую ферментацию и начать процесс сушки. Повышенные температуры (около 60 °C) используют для остановки ферментации при достижении требуемой кислотности, но продукт не считается полностью приготовленным (75 °C и выше). Оболочки также часто покрываются съедобными культурами грибка пеницилла. Оболочка желательна, так как это придаёт аромат, помогает процессу сушки и предотвращает порчу мяса во время процесса отвердевания.

## Разновидности салями

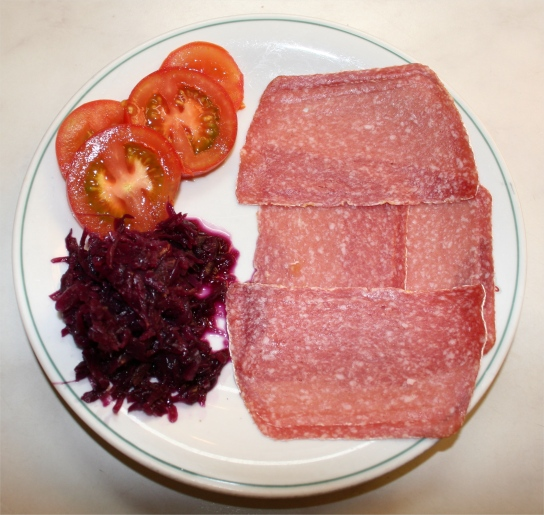
Разновидность — вестфальская Бойтельвурст «с дымком» с добавлением сыра камамбер

Разновидности салями включают в себя:
- Каччиаторе, «охотничья» салями, Италия[8].
- Чоризо, а также пряный иберийский вариант
- Ciauscolo (англ. Ciauscolo), обычна из Марке, Италия
- Fegatelli
- Felino, провинция Парма, Италия
- Финокьона, обычна для южной Тосканы, Италия
- Кораллина ди Норча, из Умбрии, Италия
- Генуэзская салями[англ.], Италия
- Немецкая салями
- Кулен — салями со специями, характерными для Славонии, Воеводины и частей Бараньи
- Лардо
- Миланская, Италия
- Nduja[англ.]
- Пеперони
- Сальчичон
- Soppressata (англ. Soppressata), обычно в Калабрии, Италия
- Spegepølse (датская, означает солёные и сушеные колбаски)
- Vysočina
- Зимняя салями

Множество салями из Старого Света названо по имени региона, откуда произошёл продукт. Примерами могут являться салями из Арля, Генуи, Венгрии и Милана. Многие варианты приправлены чесноком. Некоторые виды, в том числе несколько сортов из Испании, делаются с дымком. Большинство венгерских разновидностей (Pick Szeged) и южно-итальянских сортов (наподобие неапольских), от которых пошло американское пеперони, включает в себя паприку или измельчённый чили. Разновидности различаются по величине переработанного мяса, а также размеру и стилю используемой оболочки продукта.
В США традиционная салями или импортируемая под названием «итальянская салями» является защищённым наименованием для продукта, изготовленного в Соединённых Штатах.[уточнить]

## Производственный процесс

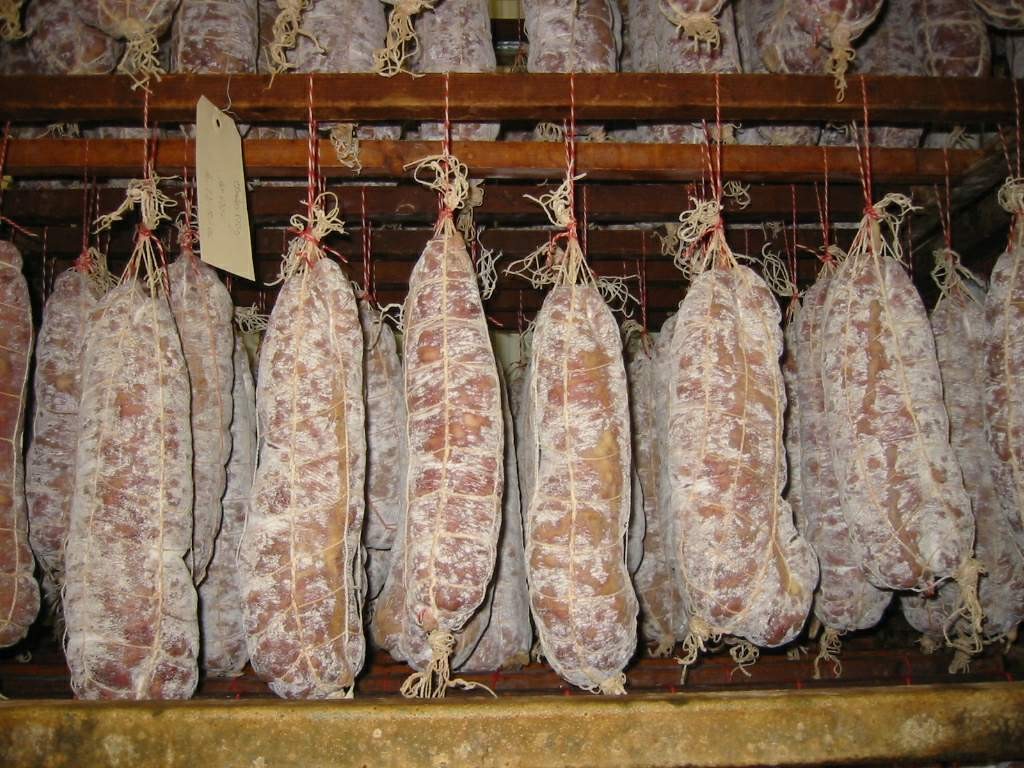
Французская Сосисон

До полной готовности салями является не сырым продуктом, а отвердевшим. Типичный представитель салями из региона Пьемонт в Италии — Salame cotto — готовят обычным способом или с дымком, или после отвердевания исключительно для придания специфического аромата, а не какого-либо улучшения от приготовленного варианта продукта. До готовки cotto salame считается необработанным продуктом и не готовым к употреблению.
Перед экструзией смеси ингредиентов в оболочку производитель смешивает фарш с солью, приправами, и, если конкретный сорт салями требует этого, — с закваской бактериальной культуры. Ингредиенты энергично смешивают для создания белковой структуры (так называемой «первичной связки»), набивают в оболочки и развешивают для отвердевания. При более современной контролируемой ферментации производители развешивают салями в тёплых, влажных условиях на период от одного до трёх дней для начала размножения бактерий брожения, а затем развешивают в прохладном и влажном помещении для медленного высыхания с отвердеванием. При традиционном процессе производитель пропускает шаг брожения и сразу развешивает салями в прохладном и влажном помещении для отвердевания. Добавление сахара (обычно декстрозы) обеспечивает источник пищи для бактерий, способствующих отвердеванию, хотя, если из мяса производителем берётся конина, то в этом случае сахар обычно не добавляют из-за естественного высокого уровня гликогена.
Бактерии в качестве продуктов жизнедеятельности производят молочную кислоту, которая снижает pH и коагулирует белки, уменьшая способность мяса удерживать воду. Произведённая бактериями молочная кислота делает мясо негостеприимной средой для патогенных бактерий и придаёт острый аромат, отличающий салями от свинины машинной сушки. Вкус салями в большей части зависит от того, как культивируются указанные бактерии, насколько качественно, и от разнообразия прочих ингредиентов. Изначально производители добавляли в первичную смесь вино, что способствовало росту полезных бактерий. В настоящее время используются закваски.
На процесс отвердевания влияют климат окружающей среды, размер и стиль оболочки. После ферментации продукт должен быть высушен. Это делает относительно водонепроницаемую оболочку почти герметичной. Белёсое покрытие типа плесени или муки помогает предотвратить фотоокисление мяса и появление прогорклости в жире.
Добавление нитратов и нитритов производят, чтобы обеспечить отвердевшему мясу естественный цвет и ингибировать рост вредоносных бактерий рода клостридий. Соль, кислотность, уровень нитратов и нитритов, сухость полностью отвердевшего салями создают комбинацию тех факторов, которые делают безопасным употребление в пищу первоначально сырого мяса. Важное значение имеют высокое качество и свежие ингредиенты, так как они предотвращают появление смертельных микроорганизмов и появление токсинов.

## Употребление в пищу
Используется в качестве закуски и для изготовления бутербродов. Салями является неотъемлемым ингредиентом некоторых видов пиццы, салатов и других блюд.